# Кім Діккенс
Кі́мберлі Джен «Кім» Ді́ккенс (англ. Kimberly Jan «Kim» Dickens; нар. 18 червня 1965, Гантсвілл, Алабама) — американська акторка, з 2015 року виконавиця головної ролі в телесеріалі «Бійтеся ходячих мерців» телеканалу AMC.

## Життєпис
Раніше виконувала ролі другого плану в кінофільмах «Меркурій у небезпеці» (1998), «Невидимка» (2000), «Будинок з піску і туману» (2003), «Невидима сторона» (2009), «Загублена» (2014 року), «Дім дивних дітей міс Сапсан» (2016) та інших; найбільшої популярності вона добилася завдяки ролям у серіалах HBO «Дедвуд» (2004—2006) та «Тримей» (2010—2013).

## Фільмографія

### Кінофільми
| Рік  |   | Українська назва            | Оригінальна назва                           | Роль                |
| ---- | - | --------------------------- | ------------------------------------------- | ------------------- |
| 1995 | ф |                             | Palookaville                                | Лорі                |
| 1997 | ф | Правда та наслідки          | Truth or Consequences, N.M.                 | Едді Монро          |
| 1998 | ф |                             | Zero Effect                                 | Глорія Салліван     |
| 1998 | ф |                             | Great Expectations                          | Меґґі               |
| 1998 | ф | Меркурій в небезпеці        | Mercury Rising                              | Стейсі              |
| 1999 | ф |                             | The White River Kid                         | Ліза                |
| 2000 | ф |                             | Committed                                   | Дженні              |
| 2000 | ф | Невидимка                   | Hollow Man                                  | Сара Кеннеді        |
| 2000 | ф | Дар                         | The Gift                                    | Лінда               |
| 2001 | ф |                             | Things Behind the Sun                       | Шеррі               |
| 2003 | ф | Будинок з піску і туману    | House of Sand and Fog                       | Керол Бердон        |
| 2005 | ф | Дякую вам за куріння        | Thank You for Smoking                       | Джилл Нейлор        |
| 2006 | ф |                             | Wild Tigers I Have Known                    | радниця             |
| 2008 | ф |                             | Red                                         | Керрі               |
| 2009 | ф | Невидима сторона            | The Blind Side                              | місіс Босвелл       |
| 2011 | ф |                             | Footloose                                   | Лулу Ворнікер       |
| 2012 | ф | За будь-яку ціну            | At Any Price                                | Ірен Віппл          |
| 2014 | ф | Загублена                   | Gone Girl                                   | детектив Ронда Боні |
| 2016 | ф | Дім дивних дітей міс Сапсан | Miss Peregrine’s Home for Peculiar Children | Маріанн Портман     |
| 2018 | ф | Ліззі                       | Lizzie                                      | Емма Борден         |
| 2019 | ф | Розбійники з великої дороги | The Highwaymen                              | Ґледіс Геймер       |
| 2021 | ф | Незвідана земля             | Land                                        | Емма                |
| 2022 | ф | Між життям і смертю         | The In Between                              | Вікі                |
| 2022 | ф | Хороший медбрат             | The Good Nurse                              | Лінда Гарран        |

### Телебачення
| Рік       |    | Українська назва       | Оригінальна назва     | Роль                                  |
| --------- | -- | ---------------------- | --------------------- | ------------------------------------- |
| 1995      | с  |                        | New York News         | незнайомка (Епізод: "Cost of Living") |
| 1996      | с  |                        | Swift Justice         | Енні Пітерс (Епізод: "Out on a Limb") |
| 1996      | тф |                        | Voice from the Grave  | Террі Деверу                          |
| 1997      | с  | Спін-Сіті              | Spin City             | Вероніка (Епізод: "Kiss Me, Stupid")  |
| 2004—2006 | с  | Дедвуд                 | Deadwood              | Джоані Стаббс (33 епізоди)            |
| 2006      | с  | 4исла                  | Numb3rs               | Крістал Хойл (2 епізоди)              |
| 2006—2009 | с  | Загублені              | Lost                  | Кессіді Філліпс (4 епізодів)          |
| 2009      | с  | Проблиски майбутнього  | FlashForward          | Кейт Старк (Епізод: "137 Sekunden")   |
| 2010—2013 | с  |                        | Treme                 | Джанет Десотель (36 епізодів)         |
| 2013      | с  | Білий комірець         | White Collar          | Джилл (Епізод: "Quantico Closure")    |
| 2013—2014 | с  | Сини анархії           | Sons of Anarchy       | Колет Джейн (7 епізодів)              |
| 2015      | с  | Картковий будинок      | House of Cards        | Кейт Болдвіт (9 епізодів)             |
| 2015—2018 | с  | Бійтеся ходячих мерців | Fear the Walking Dead | Медісон Кларк (41 епізод)             |
| 2016—2021 | с  | Талкін Деад            | Talking Dead          | у ролі самої себе (7 епізодів)        |
| 2019      | тф |                        | Deadwood: The Movie   | Джоані Стаббс                         |
| 2020      | с  |                        | Briarpatch            | Ів Райтек (9 епізодів)                |

### Відеоігри
| Рік  |    | Українська назва | Оригінальна назва | Роль  |
| ---- | -- | ---------------- | ----------------- | ----- |
| 2020 | вг | Half-Life: Alyx  | Half-Life: Alyx   | вчена |